# Onthophagus flavomaculatus
Onthophagus flavomaculatus là một loài bọ cánh cứng trong họ Bọ hung (Scarabaeidae).